# Fekete nappalibagoly
A fekete nappalibagoly (Tyta luctuosa)  a rovarok (Insecta) osztályának a lepkék (Lepidoptera) rendjéhez, ezen belül a bagolylepkefélék (Noctuidae) családjához tartozó faj.
Nemének egyetlen faja.

## Elterjedése
Nyugat-, Dél- és Kelet-Európában elterjedt. Európán kívül Észak-Afrikában, Kis-Ázsiában, Cipruson, a Kaukázusban, Kazahsztánban és Szibériában és Kínában fordul elő. A száraz, füves réteket, bozótos sztyeppéket, az alföldeket kedveli, az Alpokban 1600 méteres magasságig figyelték meg.

## Megjelenése
- lepke: szárnyfesztávolsága: 22–26 mm, sz elülső szárny sötétbarna vagy fekete. A szárnyvég elülső éle előtt fehér, sárgás-fehér vagy halvány rózsaszín színű, lekerekített téglalap alakú folt. A hátsó szárnyak feketék feketés barnák, szélesek, hullámosak , közepén fehér folttal.
- hernyó: a teljesen kifejlett hernyó a 28–33 mm hosszú, világos és sárgás.
- báb: vörösesbarna.

## Életmódja
- nemzedék:  Két egymást követő generáció egymás után,  az első áprilistól júniusig, a második júliustól szeptemberig.
- hernyók tápnövényei:  mezei szulák (Convolvulus arvensis). Linum, Calystegia, Plantago, Chenopodium fajok.

A lepkék nappal és éjszaka is aktívak.

## Fordítás
- Ez a szócikk részben vagy egészben  az   Ackerwinden-Trauereule című német Wikipédia-szócikk fordításán alapul.  Az eredeti cikk szerkesztőit annak laptörténete sorolja fel. Ez a jelzés csupán a megfogalmazás eredetét és a szerzői jogokat jelzi, nem szolgál a cikkben szereplő információk forrásmegjelöléseként.